# Assumar
Assumar is een plaats (freguesia) in de Portugese gemeente Monforte en telt 687 inwoners (2001).